# Muar
Muar (in malese: Bandar Maharani) è una città della Malaysia, nello stato di Johor.